# Gouvernement de Montréal
1644–1764
(120 ans)
Entités précédentes :
- Colonie du Canada (sans division)

Entités suivantes :
- District de Montréal

Le gouvernement de Montréal est l’une des trois divisions administratives de la colonie du Canada jusqu’en 1764, les deux autres étant le gouvernement de Québec et le gouvernement des Trois-Rivières. À l’époque de la Nouvelle-France, le territoire était divisé en cinq gouvernements particuliers : trois au Canada (Québec, Trois-Rivières, Montréal) puis celui de la Louisiane et celui de l'Acadie. Il y eut aussi un projet, qui n’a pas été réalisé, de créer un autre gouvernement, celui de Détroit. Chacune de ces régions était connue sous l’appellation gouvernement parce qu’elle avait à sa tête un gouverneur.

## Histoire
Il ne semble pas exister d’acte promulguant la création des trois gouvernements du Canada sous le régime français (1608-1763). En cela, le modèle d’ici s’apparente à celui de la France. À cette époque, la vallée du Saint-Laurent comptait trois noyaux de peuplement : Québec (1608), Trois-Rivières (1634) et Montréal (1642). Il devint alors nécessaire de créer trois gouvernements. À Montréal, le premier commandant à porter le titre de gouverneur est Paul Chomedey de Maisonneuve en 1644. Qui dit gouverneur dit gouvernement. Ainsi sont apparus les trois gouvernements de la Nouvelle-France.
Lors de sa création en 1644, le gouvernement de Montréal ne comptait qu’un seul établissement permanent, le poste de Montréal.
En 1647, le gouverneur de Montréal devenait membre du Conseil de Québec, créé la même année.
Le gouvernement de Montréal a été maintenu par les Britanniques durant le régime militaire (1760-1764), à la différence que durant cette période, chaque gouvernement était autonome et n’était plus soumis au gouverneur de Québec. Chaque gouvernement recourait à une monnaie d’un cours différent, exigeait un passeport pour l’entrée et la sortie. À la frontière qui le séparait du gouvernement des Trois-Rivières, se trouvait à Maskinongé un poste frontière pourvu d’une garnison. 
Le gouvernement de Montréal fut aboli le 10 août 1764 lorsque les Britanniques remplacèrent les trois gouvernements par deux districts, celui de Québec et celui de Montréal. La rivière Saint-Maurice marquait la division entre les deux districts.

## Géographie
Le gouvernement de Montréal s’étendait de Berthier, sur la rive nord du fleuve Saint-Laurent, et de Sorel, sur la rive sud, jusqu’à la limite du peuplement à l’ouest.
Au nord, il s’étendait vaguement vers les terres de la Compagnie de la Baie d'Hudson, et au sud jusqu’à la Nouvelle-Angleterre.
Ces limites n’ont pas été fixées lors de la création du gouvernement en 1644. La superficie du gouvernement s’est étendue jusqu’à ce que le territoire du gouvernement de Montréal rencontre celui du gouvernement de Trois-Rivières.
Aujourd'hui, son territoire s'étend sur les régions de Montréal, de Laval, de Lanaudière, des Laurentides, de l’Outaouais, de l’Abitibi-Témiscamingue, de la Montérégie et de la partie ouest de l’Estrie.

### Seigneuries
Le gouvernement de Montréal a compté jusqu’à 98 fiefs et seigneuries depuis Berthier (sur la rive nord du fleuve Saint-Laurent) jusqu’à Vaudreuil (sur la rivière Outaouais). Et de Sorel (sur la rive sud) jusqu’à Châteauguay (sur le lac Saint-Louis) et au fort Saint-Jean sur la rivière Richelieu.
Trente-trois (33) seigneuries sur la rive nord :
1. Chicot et île Dupas (1672) •
2. Île Saint-Pierre (1674) •
3. Berthier (1672) •
4. D'Orvilliers (1672) •
5. Doutre (1637) •
6. Lanoraie (1672) •
7. Ramezay (1736) •
8. D'Ailleboust (1736) •
9. Lavaltrie (1672) •
10. Saint-Sulpice (1640) •
11. Île Bouchard (1672) •
12. L'Assomption (1647) •
13. Lachenaie (1670) •
14. Terrebonne (1673) •
15. Des Plaines (1731) •
16. Mille-Isles (1683) •
17. Deux-Montagnes (1717) •
18. Argenteuil (1682) •
19. Petite-Nation (1674) •
20. Pointe-à-l'Orignal (1674) •
21. Rigaud (1732) •
22. Nouvelle-Longueuil (1734) •
23. Soulanges (1702) •
24. Vaudreuil (1702) •
25. Île Perrot (1672) •
26. Île Bizard (1678) •
27. Île Jésus (1636) •
28. Îles Bourdon (1672) •
29. Île de Montréal (1640) •
30. Île Sainte-Thérèse (1672) •
31. Île Saint-Paul (1664) •
32. Île aux Hérons (1672) •
33. Îles Courcelles (1673)

Cinquante-trois (53) seigneuries sur la rive sud :
1. Beauharnois (1729) •
2. Châteauguay (1673) •
3. Iles de la Poix (1672) •
4. Sault-St-Louis (1680) •
5. La Salle (1750) •
6. La Prairie (1647) •
7. Longueuil (1657, 1698) •
8. Du Tremblay (1672) •
9. Boucherville (1672) •
10. Montarville (1710) •
11. Varennes (1672) •
12. De la Trinité (1668) •
13. La Guillaudière (1672) •
14. Saint- Blain (1686) •
15. Verchères (1672) •
16. Vitré (1672) •
17. Îles Beauregard (1674) •
18. Contrecœur (1672) •
19. Saint-Ours (1672) •
20. Sorel (1672) •
21. Bourgmarie (1708) •
22. Bourgmarie (1708) •
23. Saint-Charles (1701) •
24. Ramezay (1713) •
25. Bourchemin (1695) •
26. Saint-Denis (1694) •
27. Cabanac (1695) •
28. Cournoyer (1695) •
29. Saint-Charles-sur-Richelieu (1695) •
30. Belœil (1694) •
31. Rouville (1694) •
32. Saint-Hyacinthe (1748) •
33. Chambly (1672) •
34. Monnoir (1708) •
35. Bleury (1733) •
36. Sabrevois (1733) •
37. De Léry (1733) •
38. Noyon (1733) •
39. Lacolle. 1733) •
40. Foucault (1733) •
41. La Gauchetière (1733, 1744) •
42. Livaudière (1733, 1752) •
43. Pancalon (1734, 1749) •
44. Saint-Armand (1748) •
45. Beaujeu (1755) •
46. Ramezay-la-Gesse (1749) •
47. La Moineaudière (1736) •
48. La Perrière (1734) •
49. Rocbert (1737) •
50. Daneau de Muy (1752) •
51. La Pécaudière (1734) •
52. Hocquart (1743) •
53. Alainville (1758)

### Paroisses
De 1608 à 1764, sur ces 98 seigneuries, sont apparues quarante-deux (42) paroisses.
Vingt-quatre (24) paroisses sur la rive nord :
1. Ile-Dupas •
2. Berthier •
3. Lanoraie •
4. Lavaltrie •
5. Saint-Sulpice •
6. L’Assomption •
7. Repentigny •
8. Lachenaie •
9. Mascouche •
10. Terrebonne •
11-13. Île Jésus (Saint-François-de-Sales, Saint-Vincent-de-Paul, Sainte-Rose) •
14-23. Île de Montréal (Pointe-aux-Trembles, Rivière-des-Prairies, Longue-Pointe, Sault-au-Récollet, Saint-Laurent, Montréal, Lachine, Pointe-Claire, Sainte-Anne-de-Bellevue, Sainte-Geneviève) •
24. Île Perrot •
Dix-huit (18) paroisses sur la rive sud :
25. Coteau-des-Cèdres •
26. Caughnawaga (Kahnawake) •
27. Châteauguay •
28. Saint-Constant •
29. La Prairie •
30. Saint-Philippe •
31. Longueuil •
32. Boucherville •
33. Varennes •
34. Verchères •
35. Contrecœur •
36. Saint-Ours •
37. Sorel •
38. Saint-Antoine •
39. Saint-Denis •
40. Saint-Charles •
41. Saint-Mathias •
42. Chambly •
Patrimoine religieux : Chacune de ces 42 paroisses avait son église et son presbytère. Il ne reste que deux (2) églises qui datent du régime français (Repentigny 1723 et Notre-Dame-de-la-Visitation du Sault-au-Récollet 1749) et aucun presbytère. Il reste aussi de nombreuses œuvres d’art de cette époque dans plusieurs paroisses.

## Administration
Un ensemble de hauts et de petits fonctionnaires sont nommés pour assumer l’organisation de chaque gouvernement. Au gouverneur particulier (à Québec, c’était le gouverneur général), s’ajoutent un lieutenant de roi pour l’assister, un subdélégué de l’intendant (c'est le commissaire-ordonnateur ou le commissaire de la Marine ou le grand-voyer ou un garde-magasin), un état-major, des gardes pour le gouverneur, une Cour de justice avec juge, juge adjoint, procureur du roi, greffier, notaire, un château pour loger ce gouverneur et son personnel.  Les officiers d’état-major ont des droits réels et des droits honorifiques.

### Gouverneurs
Pour assurer l’unité de la colonie, les gouverneurs particuliers de Trois-Rivières et de Montréal étaient soumis au gouverneur général dont ils n’étaient, en fait, que les lieutenants-gouverneurs.
Le premier gouverneur en titre est Paul Chomedey de Maisonneuve en 1644. Auparavant, il portait le titre de commandant.

### Lieutenants de roi
Selon Pierre-Georges Roy, « Les lieutenants de roi étaient les lieutenants des gouverneurs particuliers. Ils s’occupaient surtout de la partie militaire, des troupes et des fortifications et suppléaient les gouverneurs en leur absence. »
- Antoine de Crisafy, 13 février 1697
- François de Galliffet, 28 mai 1699
- Charles Lemoyne, premier baron de Longueuil, 5 mai 1710
- Jean Bouillet de la Chassaigne, 7 mai 1720
- Jean-Louis de la Corne, 23 avril 1726
- Claude-Michel Bégon, 1er avril 1733
- François de Gannes de Falaise, 1er mai 1743
- Charles Lemoyne, deuxième baron de Longueuil, février 1748
- Gaspard Adhémar de Lantagnac, 23 mai 1749
- Charles-Joseph d’Ailleboust, 17 mars 1756

### Majors
Selon Pierre-Georges Roy, les majors « avaient la charge de la police des troupes et voyaient aux détails de l’administration militaire. »
- Lambert Closse, 1648
- Zacharie Dupuis, 1662
- Jacques Bizard, 1er mai 1677
- Charles-Gaspard Piot de Langloiserie, 15 avril 1694
- Michel Leneuf de La Vallière, 28 mai 1699
- Charles Lemoyne, premier baron de Longueuil, 27 mai 1706
- Jean Bouillet de la Chassaigne, 5 mai 1710
- François Le Verrier de Rousson, 27 avril 1716
- Jacques-Charles Sabrevois, mai 1725
- François de Gannes de Falaise, 16 mars 1728
- Charles Lemoyne, deuxième baron de Longueuil, 1er avril 1733
- Gaspard Adhémar de Lantagnac, 6 mars 1748
- Pierre-Jacques Chavoy de Noyan, 23 mai 1749
- François Duplessis-Faber, mars 1756

## Châteaux du gouverneur
- 1644-1674, Fort Ville-Marie : Le «château» du gouverneur de Maisonneuve était le bâtiment principal du fort[15].
- 1674-vers 1695 : Recherches à faire
- vers 1695, Maison Callière : Le gouverneur Callière construit sa résidence sur la pointe de terre qui portera son nom.
- 1701-1704, Maison Vaudreuil : Le gouverneur Philippe Rigaud de Vaudreuil loua une maison située au coin des rues Saint-Paul et Saint-Charles. Elle fut démolie après qu’il en eut fait l’acquisition en 1721.
- 1705-1724, Château de Ramesay : Construite en 1705, cette maison servit aussi de résidence à l’intendant Hocquart, au gré de ses passages dans la ville. En 1745, elle devint la propriété de la Compagnie des Indes occidentales et fut détruite par un incendie en 1754. Elle fut reconstruite. De 1773 à 1844, les gouverneurs généraux habitaient cette maison[16].
- 1725-1763, Château Vaudreuil : Philippe Rigaud de Vaudreuil fit construire cette résidence imposante en 1723 sur le même site que la Maison Vaudreuil. À son décès en 1725, ses héritiers ont loué cette maison au Roi, notamment comme résidence du gouverneur à Montréal. Elle a été vendue en 1763 aux Lotbinière, puis en 1773 à la Fabrique qui en fit un collège, détruit par un incendie en 1803. Elle était située sur la rue Saint-Paul. Le terrain de cette maison était situé entre les rues actuelles Notre-Dame, Saint-Charles (côté est de l’actuelle place Jacques-Cartier), Saint-Paul et Saint-Vincent[17].

## Démographie
| Tableau de la population des trois gouvernements 1666-1765 | Tableau de la population des trois gouvernements 1666-1765 | Tableau de la population des trois gouvernements 1666-1765 | Tableau de la population des trois gouvernements 1666-1765 | Tableau de la population des trois gouvernements 1666-1765 |
| | Gouvernement de Québec                                     | Gouvernement de Trois-Rivières                             | Gouvernement de Montréal                                   | Total                                                      |
| --- | ---------------------------------------------------------- | ---------------------------------------------------------- | ---------------------------------------------------------- | ---------------------------------------------------------- |
| 1666 | 2135                                                       | 455                                                        | 625                                                        | 3215                                                       |
| 1688 | 6223                                                       | 1406                                                       | 2674                                                       | 10303                                                      |
| 1698 | 8981                                                       | 1590                                                       | 3244                                                       | 13815                                                      |
| 1739 | 23337                                                      | 3352                                                       | 17012                                                      | 42701                                                      |
| 1765 | 35913                                                      | 7313                                                       | 26584                                                      | 69810                                                      |
| Sources : Données de 1666, 1688 et 1698 : Hubert Charbonneau, Vie et mort de nos ancêtres, Étude démographique, Montréal, Presses de l’Université de Montréal, 1975, page 40. / Données de 1739 et 1765 : Recensements du Canada 1666-1871, vol. 4, Ottawa, 1876. |                                                            |                                                            |                                                            |                                                            |